# بشري (اسم)
بشري هو اسم علم مذكر من أصل عربي، ومعناه هو نسبة إلى «بشر» صاحب الأخبار السعيدة.

## شخصيات تحمل الاسم
- بشري جبار بدن (القرن 20 – )

## وصلات خارجية
- موسوعة السلطان قابوس لأسماء العرب